# NGC 1009
NGC 1009 في الفهرس العام الجديد، هي مجرة، تقع في كوكبة قيطس. اكتشفت في 1 يناير 1886 بواسطة إدوارد د. سويفت.

## روابط خارجية
- NGC 1009 على موقع ويكي سكاي: DSS2, SDSS, GALEX, IRAS, Hydrogen α, X-Ray, Astrophoto, Sky Map, Articles and images